# Wilfred Hawker
Wilfred Hawker (Suriname, omstreeks 1955 – Paramaribo, 13 maart 1982) was een Surinaams sergeant-majoor. Hij streed aanvankelijk aan de zijde van Desi Bouterse, maar keerde zich later tegen hem.
Hawker (Hawk) was lid van de Groep van Zestien die op 25 februari 1980 onder leiding van Desi Bouterse de militaire staatsgreep pleegde die later de geschiedenis in zou gaan als de Sergeantencoup.
Hij volgde in 1980 in Nederland bij het Korps Commandotroepen de commando-opleiding en liep daar aansluitend een stage om zich te oriënteren op de wijze van opleiden van het korps, om hiermee het Nationaal Leger Suriname verder op te bouwen.
Hawker ondernam een tegencouppoging tegen het militair regime van Bouterse op 15 maart 1981. Deze coup mislukte en hij werd gevangengezet in de Memre Boekoe-kazerne.
Op donderdag 11 maart 1982 werd Hawker uit de gevangenis bevrijd tijdens de eveneens mislukte Rambocuscoup onder leiding van Soerinder Rambocus. De volgende dag raakte hij gewond bij het gebruik van een bazooka. Hij werd naar het Militair Hospitaal gebracht, waar hij eerste hulp ontving. Vervolgens werd hij afgevoerd naar het Academisch Ziekenhuis.
Militairen onder bevel van Bouterse ontvoerden hem uit het ziekenhuis. Ooggetuigen hebben destijds verklaard dat de zwaargewonde Hawker werd weggesleurd uit het ziekenhuis, terwijl protesterende verpleegkundigen ernstig werden bedreigd. De 26-jarige Hawker werd liggend op zijn brancard voor een vuurpeloton gebracht en standrechtelijk geëxecuteerd in Fort Zeelandia. Enkele minuten voor zijn dood zei Hawker, waarschijnlijk onder druk van Roy Horb en Bouterse, voor de televisiecamera: "Ik zou toch een dringende oproep willen doen aan het adres van de luitenant Rambocus om zich met zijn manschappen die hij daar heeft in de kazerne over te geven aan het militair gezag". Deze opname werd destijds talloze keren op de Surinaamse televisie afgedraaid. Naar de veroordeling en executie van Hawker is nooit een onderzoek ingesteld. Rambocus, die inmiddels ook was gearresteerd, kreeg wel een proces en werd veroordeeld tot twaalf jaar celstraf. Maar op 8 december 1982 werd hij plotseling uit de gevangenis gehaald en samen met veertien andere Surinamers gemarteld en standrechtelijk geëxecuteerd, tijdens de zogeheten Decembermoorden.